# Đuro I., kralj Grčke
Đuro I. ili Juraj I. (grč. Γεώργιος Αʹ, Geórgios Αʹ) (Kopenhagen, 24. prosinca 1845. – Solun, 18. ožujka 1913.), grčki kralj od 1863. do 1913. godine. Bio je mlađi sin danskog kralja Kristijana IX. iz dinastije Schleswig-Holstein-Sonderburg-Glücksburg, ogranka dinastije Oldenburg. Došao je na grčko prijestolje na prijedlog Velike Britanije nakon svrgnuća dotadašnjeg grčkog kralja Otona I. iz dinastije Wittelsbach.
Priznao je Ustav nakon čega je 1864. godine uveden parlamentarizam u Grčku. Za njegove vladavine Grčka je proširila svoj teritorij na Jonske otoke (1864.) i na sjever (1881.) te se jače povezala s europskim silama na zapadu, a vodila je i rat s Osmanskim Carstvo zbog Krete (1897.) te sudjelolvala u balkanskim ratovima (1912. – 1913.).
Poginuo je u atentatu u Solunu 1913. godine.

## Vanjske poveznice
- Đuro I. Hrvatska enciklopedija

| Prethodnik Oton I. (1832. – 1862.) | Grčki kralj | Nasljednik Konstantin I. (1913. – 1917.) |